# Katarinia
Katarinia är ett släkte av skalbaggar. Katarinia ingår i familjen långhorningar.
Kladogram enligt Catalogue of Life:
| Katarinia | \| \| Katarinia cephalota \| \| \| \| \| \| Katarinia consanguinea \| \| \| \| \| \| Katarinia teledapoides \| \| \| \| |
|           | \| \| Katarinia cephalota \| \| \| \| \| \| Katarinia consanguinea \| \| \| \| \| \| Katarinia teledapoides \| \| \| \| |
|           | Katarinia cephalota |
|           | |
|           | Katarinia consanguinea                                                                                                  |
|           | |
|           | Katarinia teledapoides                                                                                                  |
|           | |